# Lepospondyle
Lepospondyle – zróżnicowana grupa małych płazów, które żyły od karbonu do wczesnego permu. Znanych jest sześć grup: Acherontiscidae, Adelospondyli, Aistopoda, Lysorophia, Microsauria i Nectridea obejmujących formy przypominające traszki, węgorze, węże i jaszczurki, a także takie, które nie przypominały żadnych współczesnych stworzeń. Bywały wodne, wodno-lądowe i lądowe, ale żadne nie były duże (największy rodzaj, Diplocaulus z rodziny Keraterpetontidae, osiągał metr długości, ale większość była o wiele mniejsza), i prawdopodobnie żyły w wyspecjalizowanych niszach nie opanowanych przez współczesne im bardziej liczne temnospondyle.

## Klasyfikacja
Wszystkie lepospondyle wyróżniają się posiadaniem prostych, szpulkowatych kręgów, które nie powstawały jako twory chrzęstne, ale raczej rosły jako kostne cylindry wokół struny grzbietowej. Ponadto łuk kręgu jest zwykle połączony z trzonem kręgu (Colbert 1969).
Nie jest znany niewątpliwy wspólny przodek, najwcześniejsi znani przedstawiciele każdego ze znanych kladów byli już wysoko wyspecjalizowani. Nie wiadomo, czy lepospondyla są sztuczną (polifiletyczną grupą), której przedstawiciele niezależnie rozwinęli podobną budowę kręgosłupa, czy potomkami jednego wspólnego przodka.
Długo były uważane za jedną z trzech podgromad płazów (Romer 1966, Colbert 1969, Carroll 1988). Później pojawiły się opinie, że lepospondyle mogą być krewnymi lub przodkami współczesnych płazów a także owodniowców (gady, ssaki, ptaki) (Laurin 1996), że są sztuczną grupą, której członkowie są spokrewnieni z wymarłymi i współczesnymi płazami (Batrachomorpha), ale nie owodniowcami (Benton 2000), lub że są monofiletyczną grupą spokrewnioną bliżej z owodniowcami, niż współczesnymi płazami (Benton 2004).
Poza Nectridea, lepospondyle występowały tylko w Europie i Ameryce Północnej (Carroll 1988).

### Taksonomia

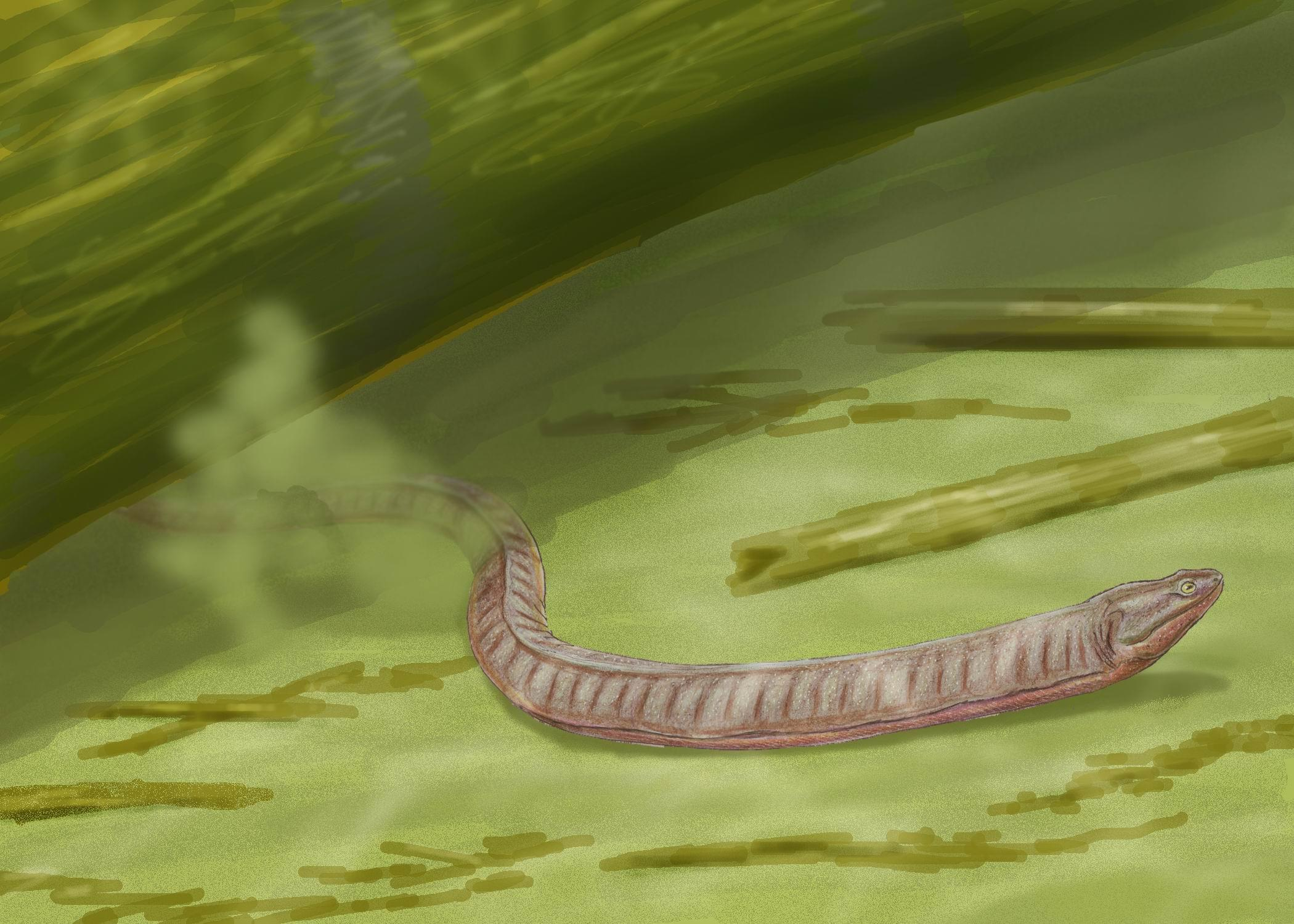
Adelospondylus, przedstawiciel Adelospondyli

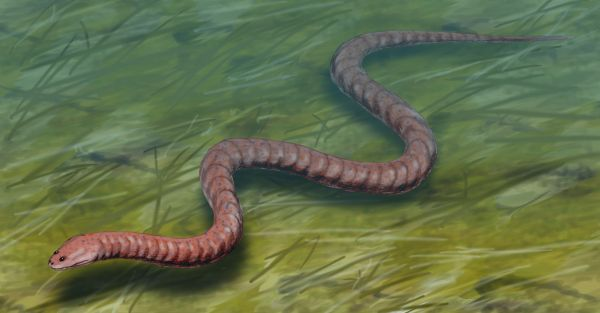
Ophiderpeton, przedstawiciel Aïstopoda

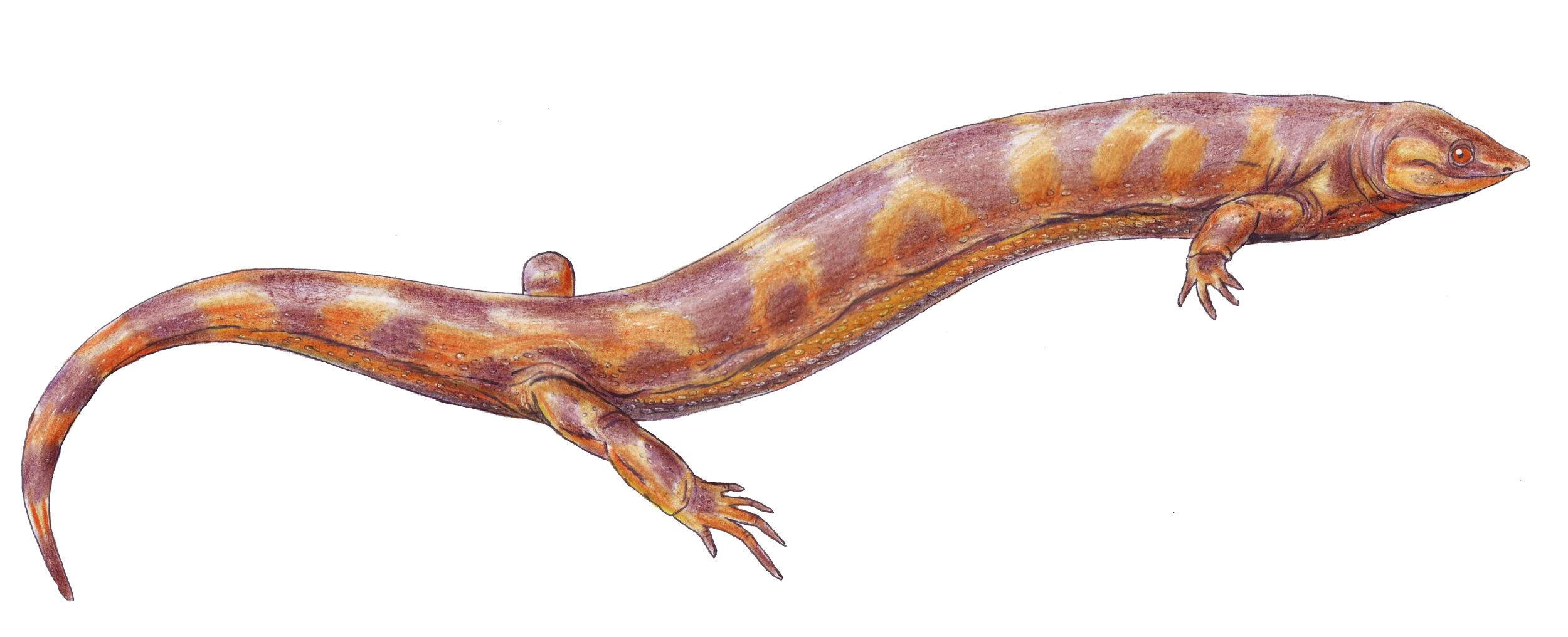
Pelodosotis, przedstawiciel Microsauria

Gromada Płazy
- Podgromada LEPOSPONDYLI
  - Rząd Adelospondyli
  - Rodzina Acherontiscidae
  - Rząd Aïstopoda
    - Rodzina Lethiscidae
    - Rodzina Ophiderpetontidae
    - Rodzina Oestocephalidae
    - Rodzina Pseudophlegethontiidae
    - Rodzina Phlegethontiidae

  - Rząd Nectridea
    - Arizonerpeton
    - Rodzina Scincosauridae
    - Rodzina Keraterpetontidae
    - Rodzina Urocordylidae

  - Nadrząd Microsauria
    - Rodzina Odonterpentontidae
    - Tuditanomorpha
      - Rodzina Pantylidae
      - Rodzina Tuditanidae
      - Rodzina Hapsidopareiontidae
      - Rodzina Gymnarthridae
      - Rodzina Ostodolepididae
      - Rodzina Trihecatontidae
      - Rodzina Goniorhynchidae

    - Rodzina Brachystelechidae
    - Rząd Lysorophia
      - Rodzina Lysorophidae